# オーベール駅
オーベール駅（フランス語: Gare d'Auber Auberの発音例）はフランスのパリ9区にある、RER A線の駅。

## 概要
オペラ駅をはじめ3つの隣接駅と地下通路で連絡しており、完成当時は世界最大の地下建築物であった。RER A線が走り、また隣接駅を含めるとメトロ3・7・8号線・9号線およびRER E線と接続する。さらに地下通路を歩いてターミナル駅の一つサン・ラザール駅へ連絡することも出来るが、駅3つ分を歩くことになるのでメトロ3号線に乗ったほうが早い。作曲家のダニエル＝フランソワ＝エスプリ・オベールに由来するオペラ座左側に面する通りの名であるオーベール通り（Rue Auber）にこの駅の主要出入口がある。

## 歴史
建築家アンドレ・ヴォジャンスキーの指揮の下、インテリアデザイナーのアラン・リシャールとアンドレ・モンポワの協力を得て1968年から建設、1971年11月に駅が開業。
利用客から老朽化等による不満が挙がっていたが、2017年から改修工事開始し2022年に完了。

## 駅構造

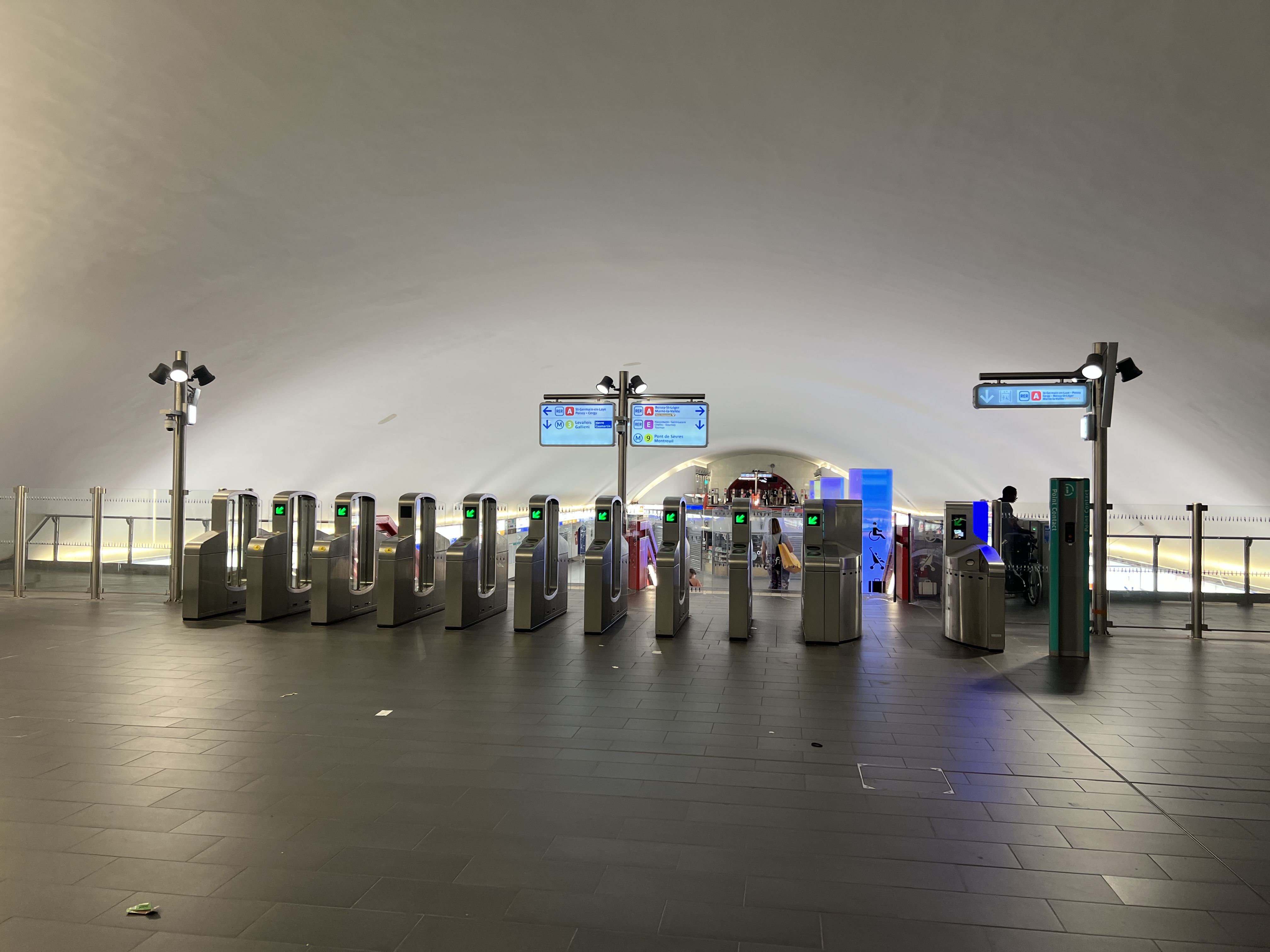
改札口

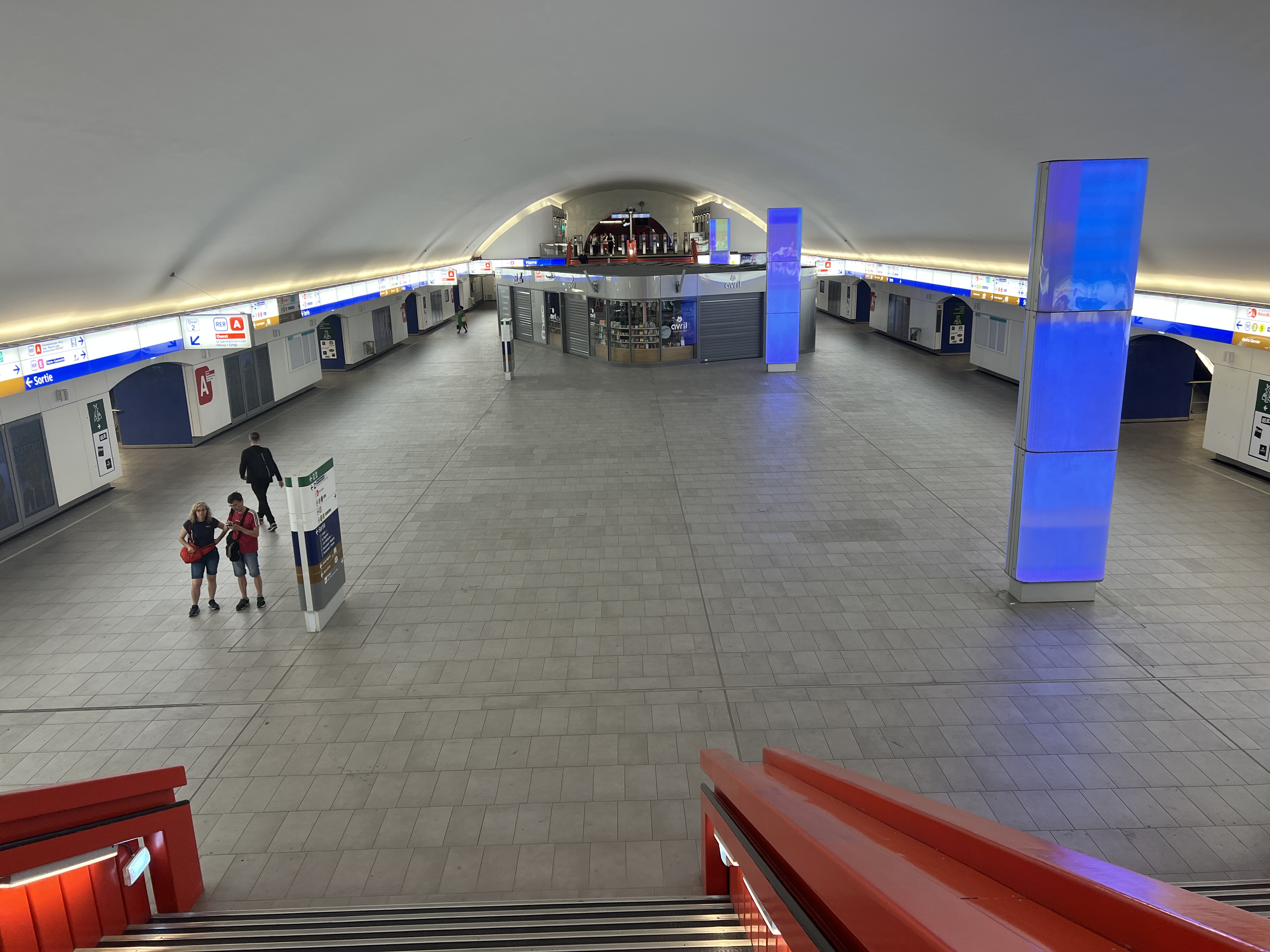
改札内地下中2階コンコース

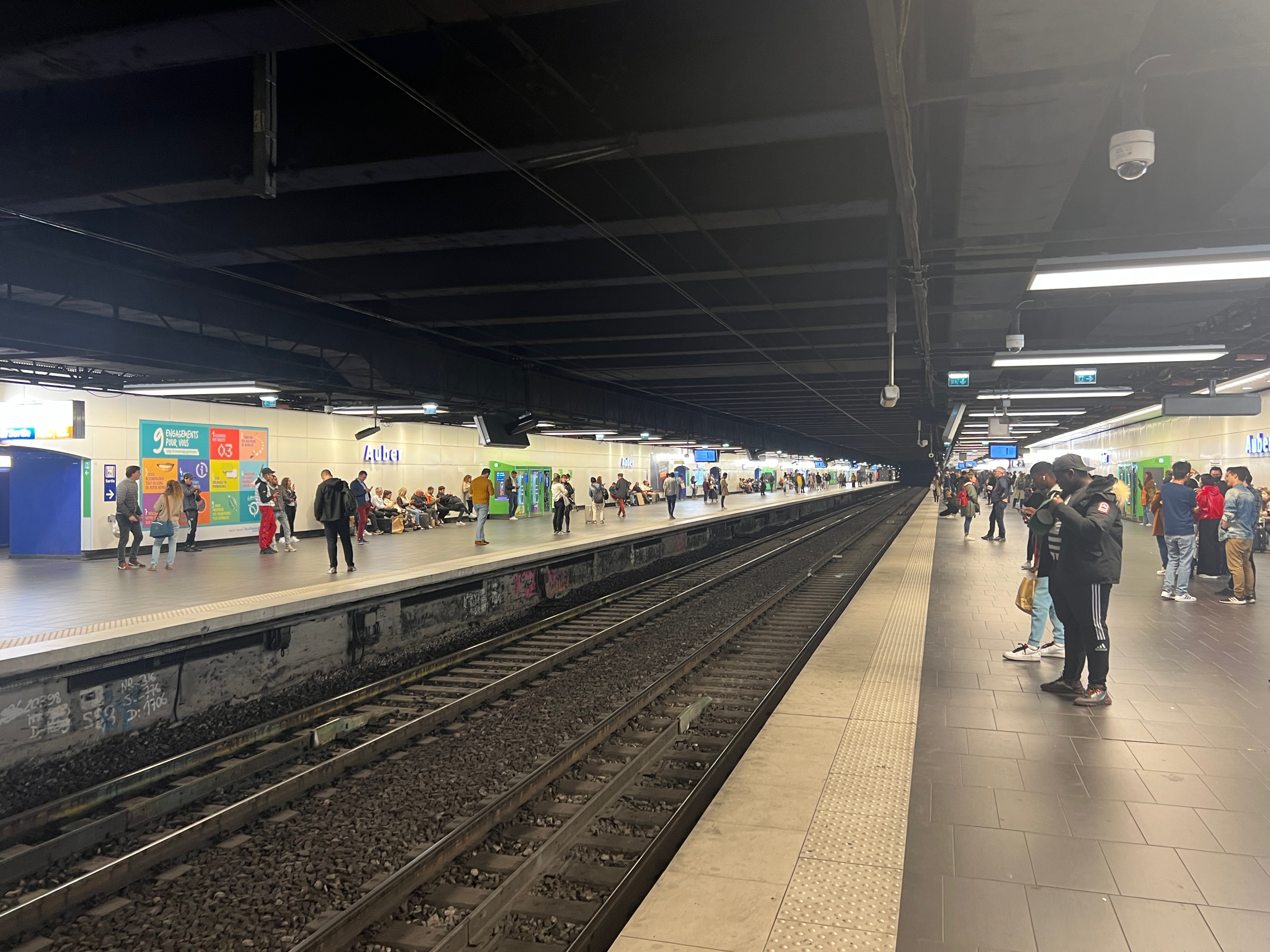
ホーム

長さ225メートル、幅24メートルの相対式ホーム2面2線を有する地下駅。当駅を建設する際、幅40メートル、高さ20メートル、長さ250メートルの空洞を掘削する必要があり、市街地地下にある堆積岩の層が掘削された。改札階からホーム階まで地下中2階が設けられるほどの広い地下スペースがある。駅全体の防水対策として地下空間全体は厚さ7メートル、高さ10メートルのコンクリートで覆われている。

### のりば
| ホーム | 路線 | 方向   | 行先                                                           |
| ------ | ---- | ------ | -------------------------------------------------------------- |
| 1      | A線  | 西方面 | サン＝ジェルマン＝アン＝レー、ポワシー、セルジー・ル・オー方面 |
| 2      | A線  | 東方面 | ボワシー＝サン＝レジェ、マルヌ＝ラ＝ヴァレ＝シェシー方面       |

## 利用状況
RATPによると、2021年の年間乗客数は6,549,601人。

## 駅周辺
- ガルニエ宮（オペラ座）
- オーベール通り（フランス語版）
- スクリブ通り（フランス語版）
- マチュラン通り（フランス語版）
- ユニクロ パリ・オペラ店[5]
- ギャラリー・ラファイエット パリ・オスマン本店
- フラゴナール博物館（英語版、フランス語版）
- ルイ・ジュヴェ・オペラ広場（フランス語版）
- エドワール7世劇場（英語版、フランス語版）
- エドワード7世広場（フランス語版）
- インターコンチネンタル・パリ・ル・グラン（英語版、フランス語版）（5つ星ホテル）
- ソフィテル・ル・スクリーブ・パリ・オペラ（5つ星ホテル）
- プランタン百貨店オスマン店（本店）
- マドレーヌ寺院

### 連絡駅
- オペラ駅（メトロ3, 7, 8号線）
- アーヴル＝コマルタン駅（メトロ3, 9号線）
- オスマン＝サン・ラザール駅（英語版、フランス語版）（RER E線）
- サン・ラザール駅（メトロ3, 9, 12, 13, 14号線、フランス国鉄長距離列車&トランジリアン）

## 隣の駅
RER
 A線
シャルル・ド・ゴール＝エトワール駅 - オーベール駅 - シャトレ-レ・アル駅